# Płowdiw (stacja kolejowa)
Płowdiw, bg. Централната ЖП гара – stacja kolejowa w Płowdiwie, w obwodzie Płowdiw, w Bułgarii. Stacja posiada 7 peronów.